# Estación Pichidangui
Pichidangui (también conocida como Quilimarí) fue una estación del ferrocarril ubicada en la localidad homónima que se halla dentro de la comuna de Los Vilos, en la región de Coquimbo de Chile. Fue parte del ramal entre estación Longotoma y la estación Los Vilos, siendo posteriormente parte del trayecto costa del longitudinal norte.

## Historia
La estación es parte del sistema ferroviario del Longitudinal Norte, en particular a la extensión del trayecto costero que fue inaugurado en agosto de 1943 y que conectó a las estaciones de Longotoma con la estación de Los Vilos. Esta estación funcionó con normalidad hasta mediados de la década de 1960.
La estación fue suprimida mediante decreto del 28 de julio de 1978. Actualmente la estación se halla cerrada y el edificio principal se encuentra utilizado como residencia; aún se encuentra en pie el caballo de agua y las vías se encuentran presentes, pero sin uso.